# Yarí (Indijanci)
Yarí, slabo poznato pleme američkih Indijanaca iz Kolumbije s istoimene rijeke (Yarí) u blizini slapova El Capitán (departman Caquetá). 
S njima nema stalnoga kontakta, a ime su dobili od pridošlica prema rijeci na kojoj stanuju. Jezično nisu klasificirani. Populacija im iznosi oko 700.